# エディス・レベッカ・ソーンダース

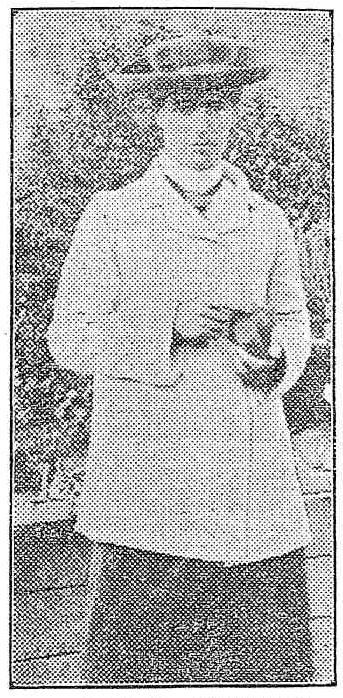
エディス・レベッカ・ソーンダース

エディス・レベッカ・ソーンダース（Edith Rebecca Saunders、1865年10月14日 - 1945年6月6日）はイギリスの女性遺伝学者である。遺伝学者のウィリアム・ベイトソンの最初の共同研究者である。植物解剖学の分野では雌蕊（gynoecium:雌器）の研究も行った。

## 略歴
ブライトンで生まれた。ハンドワース女子カレッジ（Handsworth Ladies' College）を卒業した後、1884年にケンブリッジ大学の女性のために作られた、ニューナム・カレッジに入学した。ケンブリッジ大学の総合自然科学課程（Natural Sciences Tripos）で学んだ。
大学院で研究を続け、女性のためのバルフォア生物研究所の助手（demonstrator）となり、1889年に研究所の所長となった。1904年から1914年まで女性のためのガートン・カレッジ、1918年から1925年までニューナム・カレッジの監督（director of studies）を務めた。
王立園芸協会のフェローに選ばれ、1906年にバンクシアン・メダル（Banksian Medal）を受賞した。1905年にペルツ（Dorothea Pertz）とともにロンドン・リンネ協会のフェローに選ばれた最初の女性の一人となった。
1920年に英国科学振興協会の植物部門の長を務め、1936年から1938年の間、遺伝学会の会長を務めた。1945年に自転車の事故で負傷し死亡した。
遺伝学の分野で、ウィリアム・ベイトソンやレジナルド・パネット（Reginald Punnett）とともに遺伝的連鎖（特定の対立遺伝子の組合せが、メンデルの独立の法則に従わずに一緒に遺伝する現象）を発見した。